# 狄仁杰之蚩尤血藤
《狄仁杰之蚩尤血藤》是蓝志伟執導的2018年的狄仁杰題材懸疑動作片。雖然命名相似但並非徐克系列狄仁傑院線首輪片，而是網路大電影，投資金額也少得多。
2018年10月17日在愛奇藝網站付費撥放，另有少量影城上映。諸多觀眾以網路電影的低期待水準來觀賞，卻發現比預期中的品質要高，獲得比預想要好的播放收入利潤。

## 故事簡介
武则天初登基时期民心不穩，周邊小國軍事也蠢蠢欲動，大理寺卿兼梅花內衛江寒霜押运黄金前往邊關軍營安定軍心，途径浦江县，却遭遇了一帮黑衣人劫持然而過程詭異萬分有粉蝶焚人還有鬼樹化妖襲擊，黑衣人和衛兵兩方都伤亡惨重但黃金還是被劫走。狄仁杰时任浦江县知县，负责追查。 本以为只是一宗简单的抢劫案，不料却牵扯出背后一连串的惊天阴谋。

## 角色介紹
| 演員   | 角色   | 介绍                                                         |
| 杜奕衡 | 狄仁杰 | 浦江县知县。時處武則天登位初期，此案改變了狄仁杰的人生走向。 |
| 花钰杰 | 沈珺瑶 | 狄仁杰的助手，鬼医的孙女                                     |
| 文卓   | 朱三   | 掌管御食府。                                                 |
| 舒杨   | 江寒霜 | 大理寺卿，梅花內衛女官，鬼樹案發時在場後奉命與狄仁杰協辦。   |

## 外部連結
- 豆瓣电影上《狄仁杰之蚩尤血藤》的資料 （简体中文）